# Rundfunk Berlin-Brandenburg
Der Rundfunk Berlin-Brandenburg (RBB, Eigenschreibweise der Abkürzung: rbb) ist die Landesrundfunkanstalt für die Länder Berlin und Brandenburg. Der Sitz des Senders ist in Berlin und Potsdam.
Der rbb entstand 2003 durch die Fusion des Senders Freies Berlin (SFB) und des Ostdeutschen Rundfunks Brandenburg (ORB). Er ist Mitglied der ARD und hat die Rechtsform einer gemeinnützigen rechtsfähigen Anstalt des öffentlichen Rechts.
Der rbb ist jährlich Gastgeber des Prix Europa, eines internationalen Medienfestivals für Fernseh-, Hörfunk- und Online-Produktionen.

## Geschichte

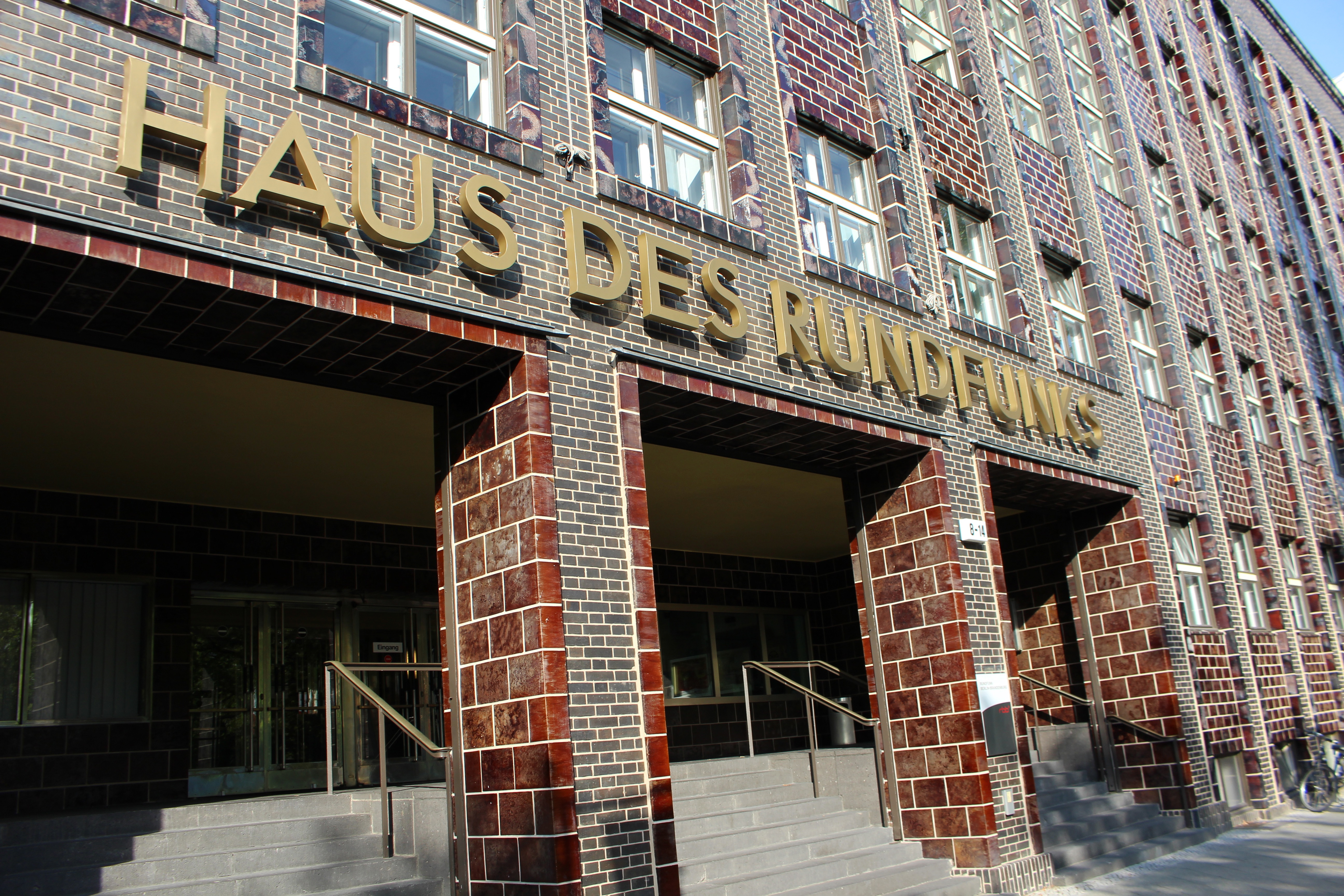
Haus des Rundfunks, erbaut 1931

Aktuelles Logo mit ARD-Dachmarke

Logo bis August 2017

Der rbb nahm am 1. Mai 2003 den Sendebetrieb auf. Seine Aufgabe als Landesrundfunkanstalt ist in einem Staatsvertrag zwischen den Ländern Berlin und Brandenburg festgelegt. Er übernahm die Programme des bisherigen SFB und des ORB:
- Im Fernsehen:
  - vom SFB das Fernsehprogramm SFB1 – danach rbb Berlin
  - vom ORB das ORB-Fernsehen – danach rbb Brandenburg

Beide Programme wurden am 29. Februar 2004 zusammengelegt. Getrennt gesendet werden seitdem lediglich die Regionalsendungen Abendschau und Brandenburg aktuell.
- Im Hörfunk:
  - vom SFB das Stadtradio 88acht und das Programm Radio Multikulti
  - vom ORB die Programme Antenne Brandenburg und Radio 3
  - von SFB und ORB gemeinsam betriebene Programme Radio Eins, Fritz, Inforadio und Radio Kultur

Radio Kultur und Radio 3 wurden am 1. Dezember 2003 zu dem neuen Programm Kulturradio fusioniert.
Am 2008 gab die Geschäftsführung des rbb bekannt, dass zum Jahresende Radio Multikulti und die Sendung Polylux eingestellt werden sollen. Begründet wurde dies mit finanziellen Problemen des Senders.
Seit 30. August 2021 machen rbb 88,8 und Antenne Brandenburg Morningshows auch für das Fernsehen. Der rbb Brandenburg sendet Guten Morgen Brandenburg von Antenne Brandenburg, der rbb Berlin Guten Morgen Berlin von rbb 88.8.

## Organisation

### Standorte

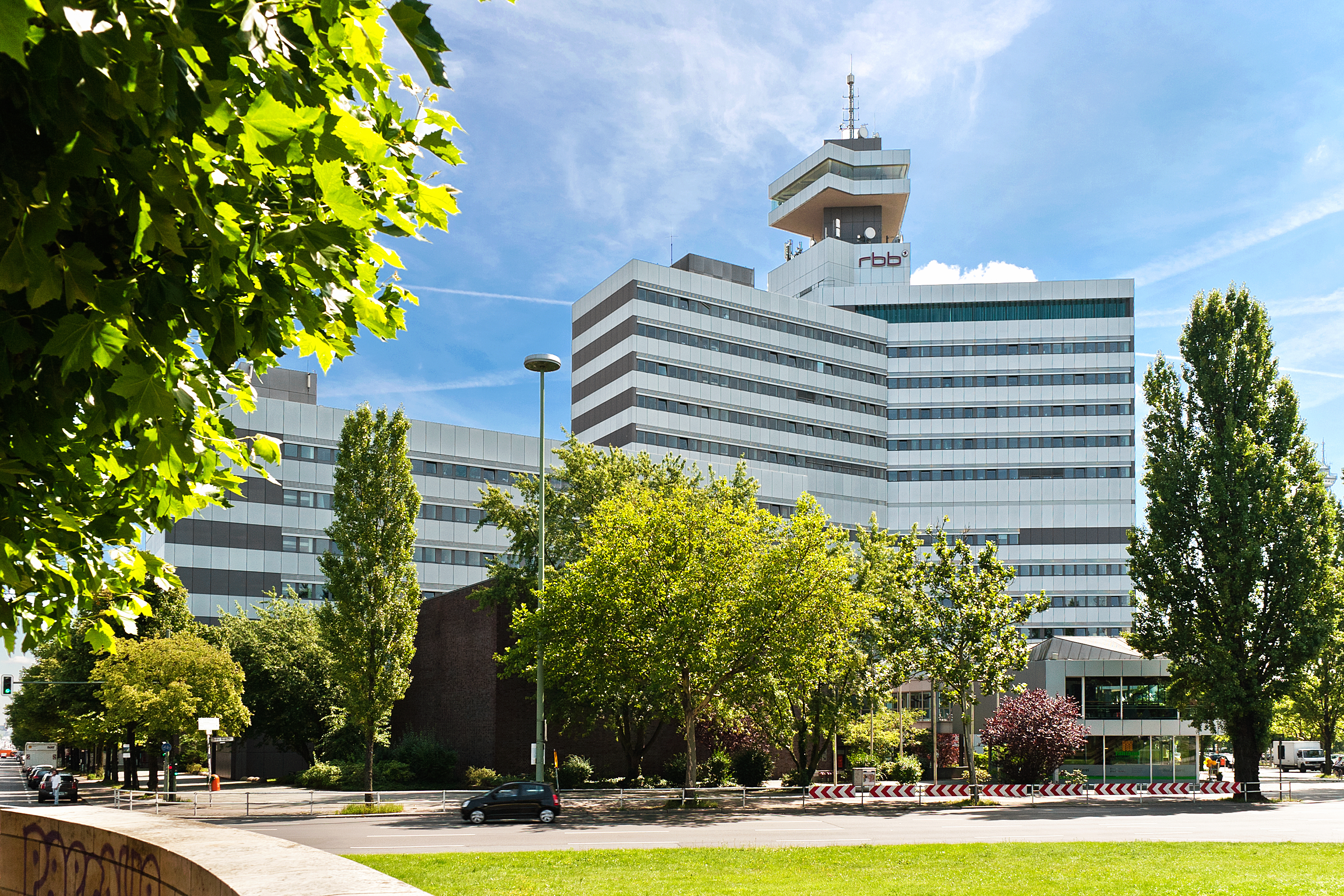
Fernsehzentrum am Theodor-Heuss-Platz in Berlin

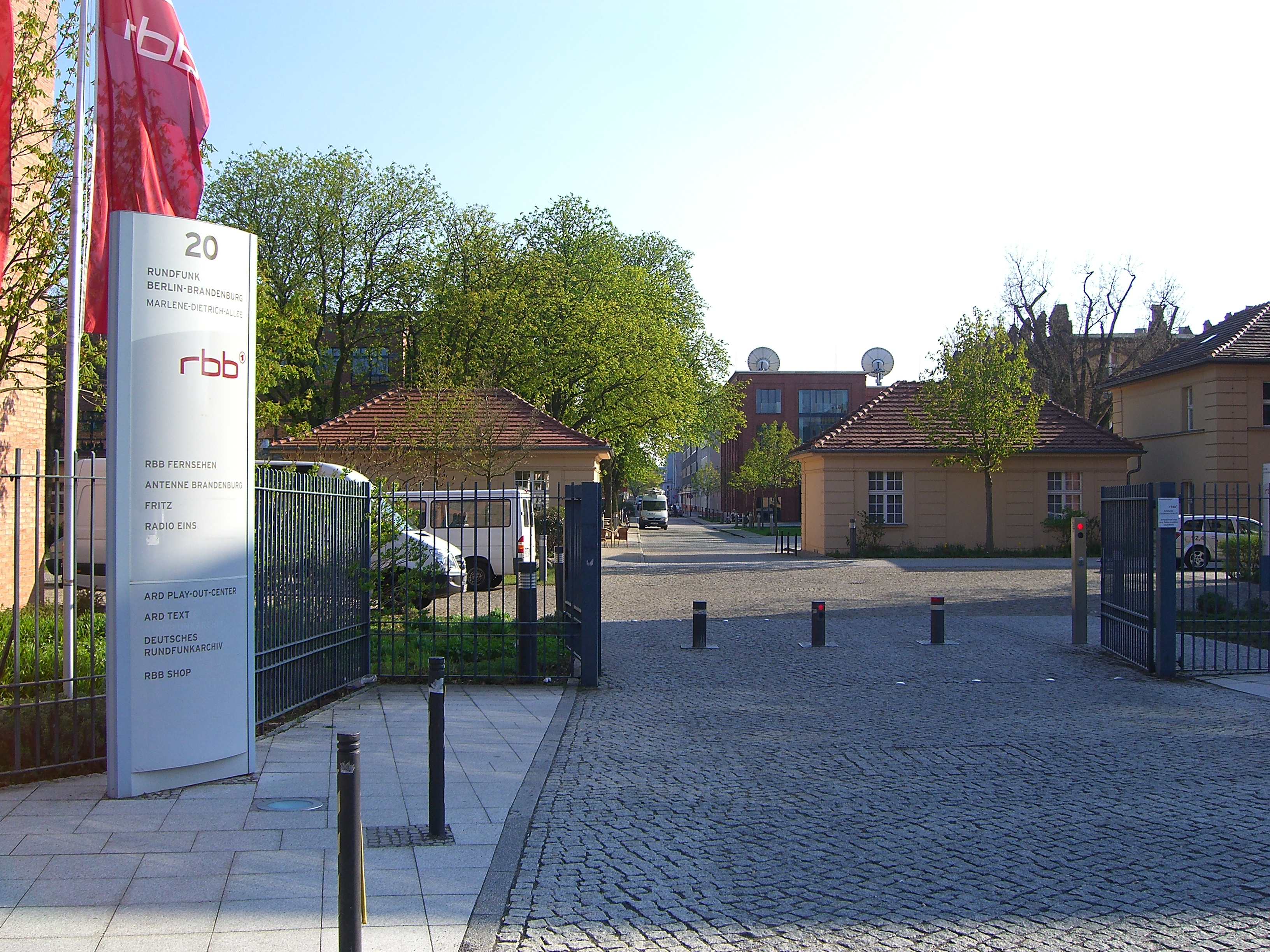
Das rbb-Gelände in der Medienstadt Babelsberg in Potsdam

Der Standort Berlin befindet sich zum einen gegenüber dem Berliner Funkturm im Ortsteil Westend des heutigen Bezirks Charlottenburg-Wilmersdorf, in dem im Jahre 1931 eröffneten „Haus des Rundfunks“ an der Masurenallee, in dem die Hörfunkprogramme rbb 88.8, rbbKultur und rbb24 Inforadio produziert werden und dessen zwei Sendesäle auch für öffentliche Konzerte dienen, sowie zum anderen in dem daneben in den Jahren 1963–1971 entstandenen Neubau am Theodor-Heuss-Platz.
Größter Standort des Senders ist mit über 30.000 m² Grundfläche das rbb-Gelände in der Medienstadt Babelsberg in Potsdam, wo sich unter anderem das moderne Fernsehsendezentrum, Bürogebäude und die Radiohäuser für Antenne Brandenburg, Fritz und Radio Eins, befinden, sowie die Gemeinschaftseinrichtungen ARD Digital, das ARD Play-Out-Center, die Redaktion des ARD-Videotext und das Deutsche Rundfunkarchiv (DRA) Babelsberg. Auf rund 11.000 m² Fläche befinden sich im Sendezentrum Fernsehen neben Redaktionsräumen, Maske und Archiv auch die Fernsehstudios, in denen zum Beispiel TV-Formate wie Brandenburg aktuell oder rbb24 entstehen.
Die Sendeanstalt unterhält neben den beiden Hauptfunkhäusern in Potsdam und Berlin noch Studios in Cottbus und Frankfurt (Oder) sowie Regionalbüros in Perleberg und Prenzlau.
Alle fünf Jahre wechselt die Zuständigkeit für das ARD-Studio Warschau zwischen dem rbb und dem WDR. Im Zeitraum von 2014 bis 2019 lag sie beim rbb.

### Kontrollgremien
Der Rundfunkrat des rbb besteht aus 29 Mitgliedern, die für eine Amtszeit von vier Jahren bestimmt werden. Vorsitzender ist seit März 2023 Oliver Bürgel, seine Stellvertreterin ist Elisabeth Herzog-von der Heide. Vor ihm war Friederike von Kirchbach von 2013 bis zu ihrem Rücktritt im August 2022 Vorsitzende. Frühere Vorsitzende des Gremiums waren Hans Helmut Prinzler (2009 bis 2012), Ulrike Liedtke (2005 bis 2009), Lothar Romain (2005), Bertram Althausen (2003 bis 2004). Knapp ein Viertel (24 %) der Mitglieder sind aktive Politiker (SPD: 3, CDU: 2, Bündnis 90/Die Grünen: 1, Die Linke: 1).
Der Verwaltungsrat umfasst acht Mitglieder, die für eine Amtszeit von vier Jahren gewählt werden; die letzte Wahl erfolgte am 20. April 2023. Nach dem Rücktritt des Vorsitzenden Benjamin Ehlers wurde Wolfgang Krüger am 4. September 2024 zum Vorsitzenden gewählt. Zuvor trat schon Wolf-Dieter Wolf, der das Amt seit dem 22. Oktober 2013 bekleidete, am 9. August 2022 nach Vorwürfen im Zusammenhang mit Ermittlungen gegen ihn und Intendantin Schlesinger zurück. Vorgänger Hartmann Kleiner hatte das Amt seit Gründung des rbb inne. Stellvertretende Vorsitzende ist Dagmar Tille.
Die Zugehörigkeit zu den Gremien Rundfunkrat und Verwaltungsrat wird mit einer monatlich festen Aufwandsentschädigung sowie darüber hinaus einem jeweiligen Sitzungsgeld vergütet. Im Dezember 2018 beschloss der Rundfunkrat die Anhebung dieser Beträge für die kommenden Amtsperioden der beiden Gremien.

### Intendanz
Erste Intendantin des rbb war vom 1. Mai 2003 bis 30. Juni 2016 Dagmar Reim. Seit 1. Juli 2016 war Patricia Schlesinger Intendantin des rbb, die seit ihrem Rücktritt am 7. August 2022 aber keine Aufgaben für den Sender mehr wahrnahm und am 15. August 2022 vom rbb-Rundfunkrat abberufen wurde. Nach ihrem Rücktritt übernahm der bisherige Stellvertreter Hagen Brandstäter die Leitung des rbb. Am 7. September 2022 wählte der Rundfunkrat Katrin Vernau zur Intendantin.
Am 16. Juni 2023 wurde die Journalistin Ulrike Demmer vom Rundfunkrat des RBB im vierten Wahlgang ohne Gegenkandidaten mit 16 von 24 abgegebenen Stimmen für fünf Jahre zur Intendantin des RBB gewählt. Der Personalrat und die Freienvertretung des Senders hatten in einer Pressemitteilung eine Stunde vor der Wahl die Absage dieser Wahl und einen neuen Bewerbungsprozess gefordert. Die Mitarbeitervertretungen sprachen von „Wahl-Chaos“ und einem „Scherbenhaufen“. Man warf dem Vorsitzenden des Verwaltungsrats Alleingänge im Findungsprozess vor und bezichtigen ihn gar der Lüge. Während der Wahl protestierten RBB-Mitarbeiter vor dem Gebäude. Den Beschäftigtenvertretungen wird vorgeworfen, das Auswahlverfahren mit unfairen Mitteln torpediert zu haben. Stellvertretende Intendantin ist seit 2024 Verwaltungs-, Produktions- und Betriebsdirektorin Nicole Küchler-Stahn.
Chefredakteur und stellvertretender Programmdirektor des RBB war von 2009 bis 2021 Christoph Singelnstein. Zum 1. April 2021 wurde David Biesinger der Chefredakteur. Katrin Günther fungiert seit dem 1. August 2024 als Programmdirektorin. Biesinger und Günther gaben beide im März 2025 ihren Rücktritt bekannt, während Günther den Posten der Programmdirektorin bis zu einer Neubesetzung geschäftsführend weiter ausüben wird, übernahm Stephanie Pieper kommissarisch den Posten der Chefredakteurin.

### Mitarbeiter
2020 beschäftigte der Sender etwa 3500 Mitarbeiter, etwa 1500 davon als arbeitnehmerähnliche freie Mitarbeiter. Der gesamte Personalaufwand lag 2014 bei 178,077 Millionen Euro. Die Mitarbeiter sind im Durchschnitt 49 Jahre alt und Männer wie Frauen etwa gleich stark vertreten, wobei in Führungspositionen ein leichtes Übergewicht zu Gunsten der Männer zu verzeichnen ist. Knapp 5 % haben eine Schwerbehinderung und ein Viertel ist in Teilzeit beschäftigt. Seit dem 1. Juli 2017 gibt es einen Tarifvertrag mit Verdi und dem deutschen Journalisten-Verband. Die durchschnittlichen Gehälter ausgewählter Berufsgruppen und die Entgelttabelle sind auf der Website des Senders veröffentlicht.
Im November 2003 gründete sich mit rbbpro (für rbb protest) eine Plattform der Freien Mitarbeiter beim rbb. Seit Oktober 2014 existiert eine offizielle rbb-Freienvertretung.

## Finanzierung
Der rbb finanziert sich zum ganz überwiegenden Teil durch Einnahmen aus dem Rundfunkbeitrag, die er sowohl direkt als auch über Rückflüsse aus dem Anteil der Landesmedienanstalten gemäß § 15a Abs. 2 Satz 2 Medienstaatsvertrag erhält. Für 2016 ging der rbb in seinem Wirtschaftsplan trotz voraussichtlich steigender Erträge von einem Jahresfehlbetrag in Höhe von knapp 27 Millionen Euro aus, resultierend vor allem aus rapide steigenden Altersversorgungsaufwendungen.
Beitragseinnahmen:
| Jahr | Beitragseinnahmen | Rückflüsse Medienanstalten | Beitragseinnahmen gesamt | Quellen       |
| ---- | ----------------- | -------------------------- | ------------------------ | ------------- |
| 2013 | 372,821 Mio. €    | 3,714 Mio. €               | 376,535 Mio. €           | [ 22 ] [ 27 ] |
| 2014 | 426,464 Mio. €    | 4,258 Mio. €               | 430,722 Mio. €           | [ 22 ] [ 27 ] |
| 2015 | 409,242 Mio. €    | 3,762 Mio. €               | 413,004 Mio. €           | [ 28 ] [ 27 ] |
| 2016 | 398,354 Mio. €    | 3,561 Mio. €               | 401,915 Mio. €           | [ 28 ] [ 27 ] |
| 2017 | 400,317 Mio. €    | 3,484 Mio. €               | 403,801 Mio. €           | [ 29 ] [ 27 ] |
| 2018 | 399,163 Mio. €    | 3,413 Mio. €               | 402,576 Mio. €           | [ 27 ]        |
| 2019 | 416,119 Mio. €    | 3,474 Mio. €               | 419,593 Mio. €           | [ 27 ]        |
| 2020 | 411,603 Mio. €    | 3,655 Mio. €               | 415,258 Mio. €           | [ 27 ]        |

## Rechts- und Finanzaufsicht
Die Rechtsaufsicht rotiert gemäß § 39 Staatsvertrag alle zwei Jahre zwischen dem Land Berlin – hier ist der Regierende Bürgermeister von Berlin laut Geschäftsverteilungsplan zuständig – und dem Land Brandenburg, Staatskanzlei. Ausgehend vom Datum der ersten, konstituierenden Sitzung des RBB-Rundfunkrates am 18. Dezember 2002 findet jeweils zu diesem Datum der Wechsel statt, beginnend mit Berlin, gefolgt von Brandenburg ab 18. Dezember 2004 und so weiter und so fort.
Die Finanzaufsicht und somit die Prüfbefugnis über die Haushalts- und Wirtschaftsführung sowie die Rechnungslegung der Anstalt liegt laut § 30 Staatsvertrag gemeinschaftlich beim Rechnungshof von Berlin und dem Landesrechnungshof Brandenburg.

## Programm
Der rbb hat sicherzustellen, dass beide Staatsvertragsländer unter Berücksichtigung der regionalen Programmbedürfnisse gleichwertig versorgt werden. Derzeit produziert er folgende Fernseh- und Hörfunkprogramme – allein oder in Zusammenarbeit mit anderen Rundfunk- bzw. Fernsehanstalten:

### Fernsehen

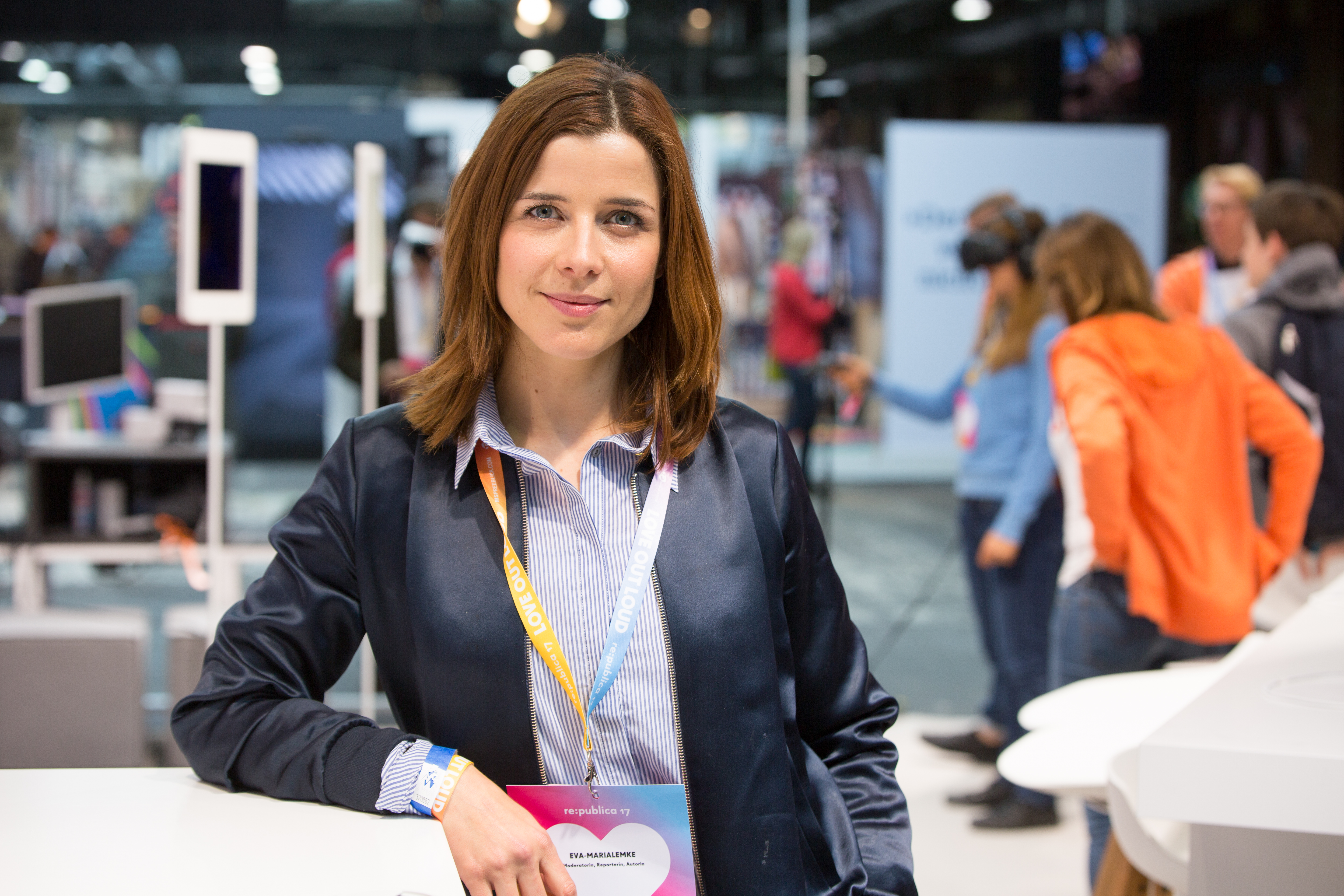
Eva-Maria Lemke, Moderatorin der Abendschau seit 2018

- Das Erste Erstes Deutsches Fernsehen – Gemeinschaftsprogramm der ARD
- rbb Fernsehen – Drittes Fernsehprogramm für Berlin und Brandenburg. Zwischen 19:30 und 20:00 wird die Senderkette regionalisiert und in Berlin die Abendschau, in Brandenburg die Sendung „Brandenburg aktuell“ ausgestrahlt.
- Phoenix – gemeinsamer Ereigniskanal der ARD und des ZDF
- KiKA – Kinderkanal von ARD und ZDF
- Arte – deutsch-französischer Kulturkanal
- 3sat – Kulturkanal von ARD, ZDF, ORF und SRG
- One – Spartenprogramm der ARD
- tagesschau24 – Spartenprogramm der ARD

### Hörfunk

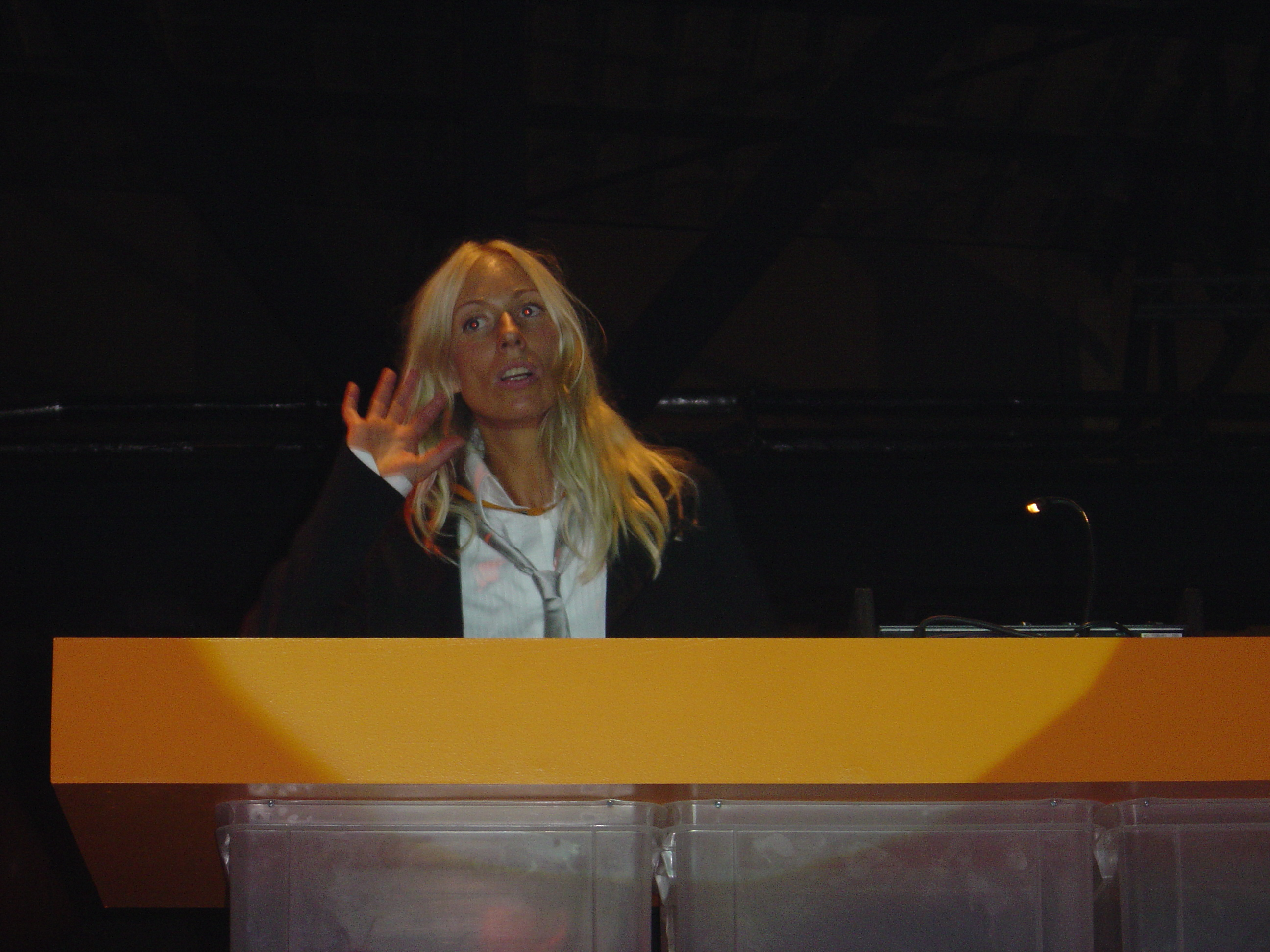
Anja Caspary, ehemalige Moderatorin von Radio Eins

- rbb 88.8 – Die ARD-Landeswelle für Berlin aus Berlin
- Antenne Brandenburg – Landesprogramm für Brandenburg aus Potsdam mit regionalen Informationen aus den Studios in Potsdam, Cottbus, Frankfurt (Oder), Perleberg und Prenzlau
- Radio Eins – Tagesbegleitprogramm aus Potsdam, konzipiert für Hörer ab 25 Jahren
- Fritz – Jugendradio aus Potsdam
- Radio 3 – Kultur und Klassik aus Berlin
- rbb24 Inforadio – Informations- und Nachrichtenprogramm aus Berlin
- Sorbischer Rundfunk – gemeinsames Programm mit dem MDR in den sorbischen Sprachen
- COSMO – integratives Programm von WDR und Radio Bremen, das in Kooperation mit dem rbb produziert wird; tagsüber auf Deutsch, abends in 14 weiteren Sprachen (ersetzte am 31. Dezember 2008 das vom rbb produzierte Radio Multikulti)

### Internet
Der rbb hat seit Ende der 1990er Jahre seine Präsenz im Internet ausgebaut. So sind gegenwärtig alle Hörfunksender des rbb als Livestream im Internet abrufbar. Als Teil der ARD Mediathek bietet die Mediathek des rbb unter www.rbb24.de ein Portal für frei abrufbare Videos, Livestreams, Nachrichten und multimediale Inhalte.

### Bekannte Produktionen
Der rbb produziert für die ARD unter anderem Kriminalfilme der Sendereihen Tatort und Polizeiruf 110, das Polit-Magazin Kontraste sowie die Satiresendung nuhr im Ersten (bis 2014 unter dem Namen Satire Gipfel), die seit 2009 als Nachfolgerin des Scheibenwischers ausgestrahlt wird. Seit 2018 hat der rbb die Produktion des ARD-Mittagsmagazins übernommen.

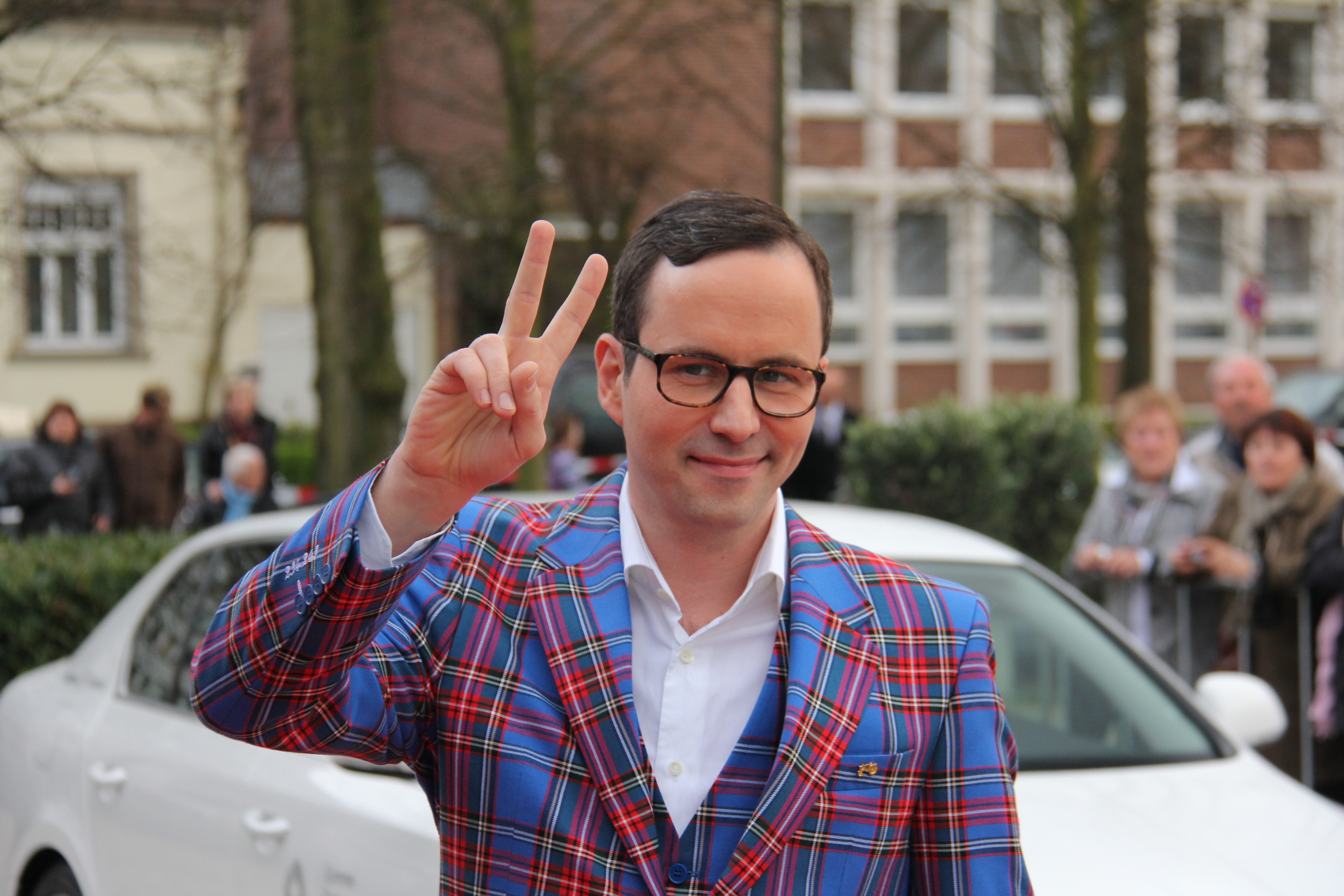
Komiker Kurt Krömer

In den Jahren 2003 bis 2005 strahlte das rbb Fernsehen Die Kurt Krömer Show aus, die überregional Beachtung fand. Seither produziert der Sender die Nachfolgeformate Bei Krömers (2005/06) sowie Krömer – Die Internationale Show (2007–2011) und Krömer – Late Night Show (2012–2014) für das Erste. Seit 2005 strahlt das rbb Fernsehen außerdem die Gesprächssendung Thadeusz aus, in der Moderator Jörg Thadeusz prominente Gäste aus Politik, Wirtschaft und Kultur begrüßt. Diese Sendung wurde speziell durch ihre Rubrik Fiese Sieben bekannt, innerhalb derer der jeweilige Gast bewusst mit subjektiv formulierten Fragen konfrontiert wird.
Über einen hohen Bekanntheitsgrad in der Hauptstadtregion verfügt zudem die vom SFB übernommene und weitergeführte Regionalnachrichtensendung Berliner Abendschau. Seit 1958, zunächst mit Sendeplatz im Ersten, später im dritten Programm des SFB, berichtet die Abendschau als Großstadtmagazin über Politik, Wirtschaft, Sport und Aktualität in Berlin.
Der Ohrenbär ist eine vom SFB übernommene und weitergeführte Hörfunksendung für vier- bis achtjährige Kinder und wird seit 1987 ausgestrahlt. Eine weitere Radiosendung für Kinder im Repertoire des rbb ist die Sendung Zappelduster, deren Ausstrahlung 1992 auf Radio Brandenburg begann und die seit 1997 täglich auf Antenne Brandenburg gesendet wird.

## Medientechnik

### Sendeanlagen

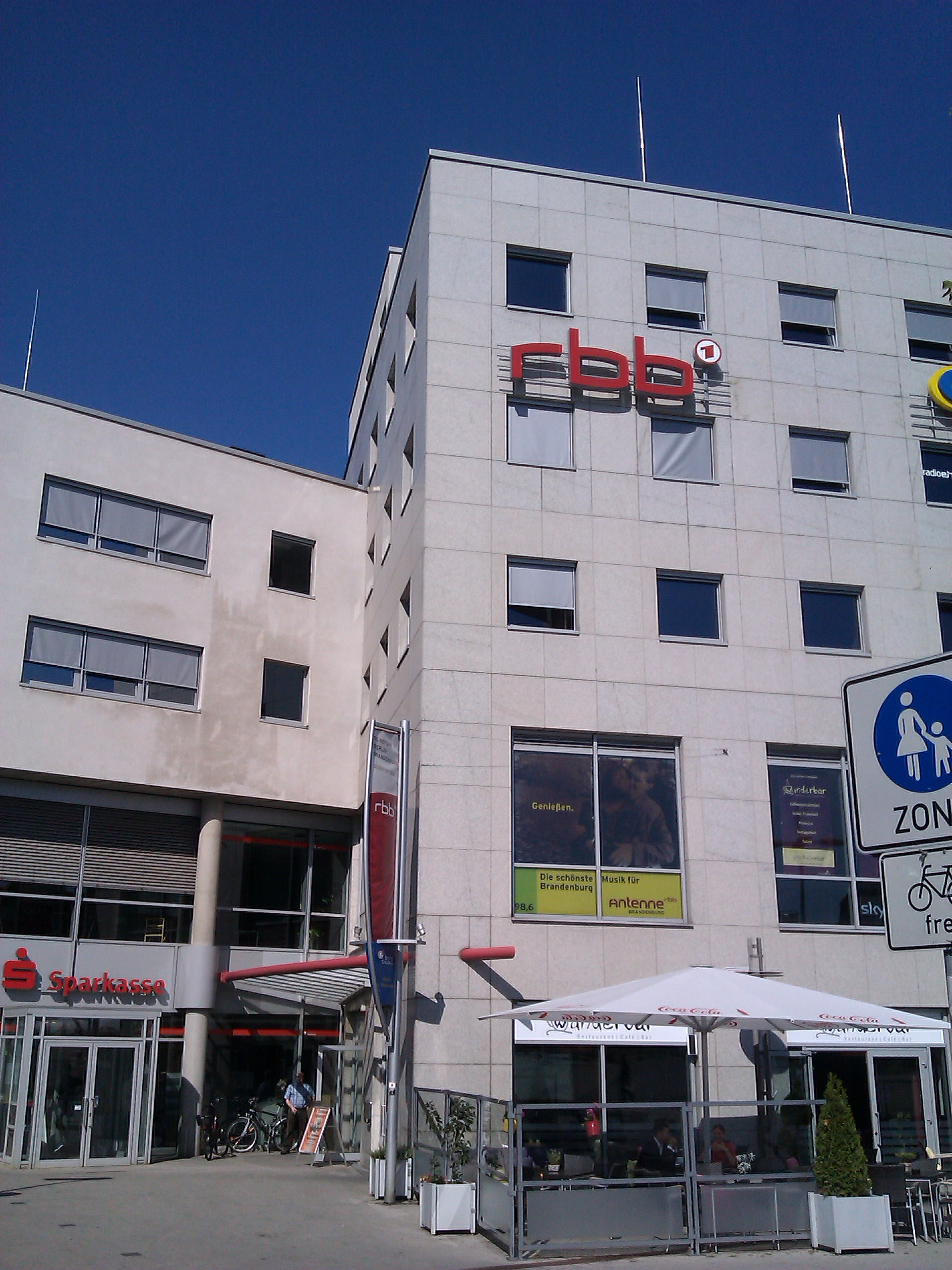
Lokalstudio in Cottbus

Der Sendemast für UKW und TV am Berliner Scholzplatz ist seit 2006 der einzige vom rbb in Eigenregie betriebene Sender.
Außerdem werden Sendeanlagen der Deutsche Funkturm GmbH zur Verbreitung des rbb Fernsehens verwendet. Diese Senderstandorte sind Berlin Alexanderplatz, Berlin Schäferberg, Booßen/Treplin und Calau.
Die UKW-Hörfunkprogramme des rbb werden durch den Sendernetzbetreiber Uplink Network GmbH von den Sendestandorten Berlin Alexanderplatz, Berlin Scholzplatz, Bad Belzig, Booßen/Treplin, Calau, Casekow, Cottbus (Stadt), Guben, Lübben, Perleberg, Prenzlau, Pritzwalk, Wittstock und Oranienburg ausgestrahlt.
Das Fernsehprogramm wird terrestrisch digital als DVB-T übertragen. Es ist auch in Mecklenburg-Vorpommern, Sachsen, Sachsen-Anhalt und Thüringen innerhalb der Bouquets des NDR respektive MDR zu sehen.
Außerdem sind die Rundfunk- und Fernsehprogramme digital über Satellit sowie in vielen Kabelnetzen empfangbar.
Neben der UKW-Übertragung der Rundfunkprogramme beteiligt sich der rbb am DAB-Pilotprojekt.
Seit Juni 2013 bietet der rbb auch einen Livestream auf der eigenen Website an.

### Ehemalige Sendeanlagen
Eine MW-Sendeanlage an der Stallupöner Allee in Berlin wurde am 1. Januar 2006 abgeschaltet und später demontiert. Die analogen TV-Sendeanlagen in Belzig, Elsterwerda, Freyenstein, Guben, Höhbeck, Pritzwalk, Spremberg und Helpterberg wurden am 31. Dezember 2006 abgeschaltet.

### Internettechnologien
Durch die Verlagerung von rbb-Medieninhalten ins Internet wurden nach dem Jahr 2000 frühere Medienträgersysteme und Verbreitungstechniken zu erheblichen Teilen abgelöst. Die teils infrastrukturgebenden Firmen, die zur Bereitstellung von Medieninhalten dienen kommen seitdem maßgeblich aus dem außereuropäischen Raum. Im Jahr 2020 müssen wesentliche Medientechnologien wie Smartphones, Internet-Browser, App-Stores, HDMI Sticks, Streaming-Boxen, IT-Betriebssysteme, Notebooks, PCs, Suchmaschinenleistungen von außereuropäischen Anbietern importiert werden. Der rbb hat damit wie alle öffentlich-rechtlichen Rundfunkanstalten die ehemalige Hoheit über Verbreitungstechniken weitgehend abgegeben.

## Beteiligungen
Der rbb ist an folgenden Unternehmen und Einrichtungen beteiligt (in Klammer die Höhe der Beteiligung):
- rbb media GmbH (100 %)

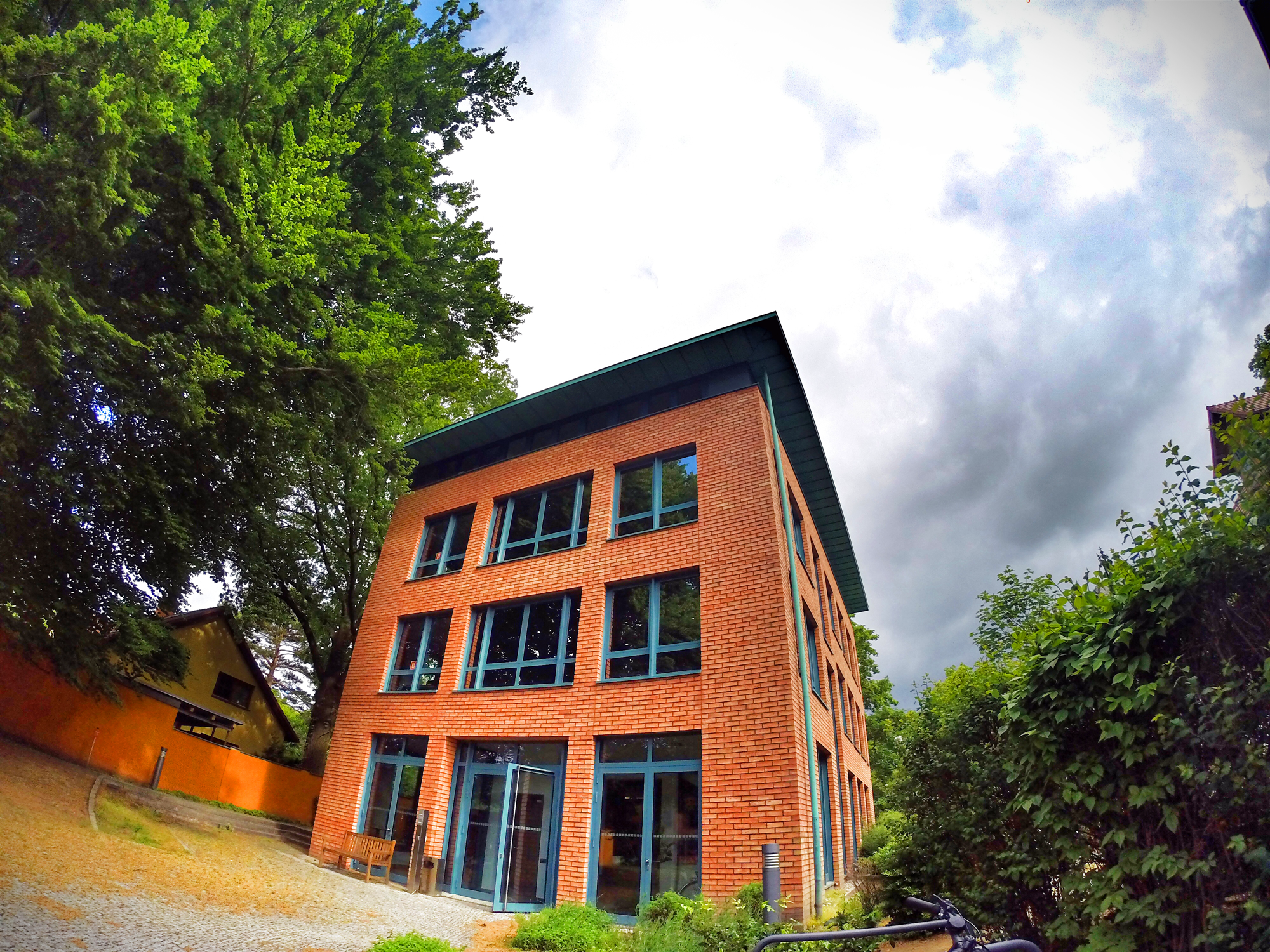
Das Gebäude der EMS in der Medienstadt Babelsberg

  - media sales & services GmbH (100 %) Vermarktet Werbezeiten und Sponsoring.
  - „Der Apparat“ Multimedia GmbH (90 %) 1998 gegründet von Robert Skuppin und Volker Wieprecht und 2011 vom rbb übernommen.[36]
  - DOKfilm Fernsehproduktion GmbH (50 %)
  - ARD Media GmbH (11,11 %)
  - Der Audio Verlag GmbH (4 %)
- ems – electronic media school / Schule für elektronische Medien gGmbH (50 %)
- roc berlin – Rundfunk-Orchester und -Chöre gGmbH Berlin (5 %) Seit 1. Januar 1994 bestehende Holdinggesellschaft für die Klangkörper der früheren Rundfunkstationen Berlins. Diese umfasst das Rundfunk-Sinfonieorchester Berlin (RSB), das Deutsche Symphonie-Orchester Berlin (DSO), den Rundfunkchor Berlin und den RIAS Kammerchor.
- DEGETO FILM GmbH (11,11 %)
- Institut für Rundfunktechnik GmbH (5,71 %)
- SportA Sportrechte- und Marketing-Agentur GmbH (5,56 %)
- ARD/ZDF-Medienakademie gGmbH (5,3 %)
- ARTE Deutschland TV GmbH (4 %) Laut Beteiligungsbericht keine kommerzielle Beteiligung.
- Stiftung Deutsches Rundfunkarchiv (14,28 %) Laut Beteiligungsbericht keine kommerzielle Beteiligung.

Frühere Beteiligungen:
- ASKANIA MEDIA GmbH (10 %) Beteiligung wurde zum 31. Januar 2016 an die Bavaria Film GmbH verkauft.
- Studio Berlin Broadcast GmbH (SBB) (5 %) Ein Studio-Hamburg-Ableger, Beteiligung wurde 2016 verkauft.
- Rundfunkbetriebstechnik GmbH (RBT) (2,4 %) Wegen Aberkennung der Gemeinnützigkeit im Jahr 2009 Überführung in die nicht rechtsfähige ARGE Rundfunk-Betriebstechnik zum 1. August 2011 und Liquidation der GmbH zum 8. Juli 2014.[37]

## Aktivitäten

### Prix Europa
Der vom rbb als Gastgeber präsentierte Prix Europa ist eines der größten trimedialen Festivals in Europa und ein Wettbewerb für Fernseh-, Hörfunk- und Online-Produktionen. Er wurde 1987 in West-Berlin gegründet und wird vom Rundfunk Berlin-Brandenburg jährlich betreut. Seit 2018 wird der Preis in Potsdam vergeben.

### Raumnutzung durch Dritte
Seit 1992 hat das inzwischen privatisierte Deutsche Fernsehballett seinen Sitz im Fernsehzentrum, da das dortige Probenstudio C seit seiner Inbetriebnahme 1971 als Ballettsaal ausgebaut ist. Das Deutsche Symphonie-Orchester Berlin probt seine Auftritte im „Ferenc-Fricsay-Saal“, der 1995 aus einem Teil der ehemaligen Vorbauhalle entstand, in der zuvor großformatige Fernsehkulissen gebaut wurden.

### Kunstsammlung
Der rbb besitzt eine Kunstsammlung mit Werken unter anderem von Otto Antoine, Lutz Brandt, Christo, Carla Fioravanti, Rolf Händler, Thomas Hartmann, Harald Metzkes, Arno Mohr, Kurt Mühlenhaupt, Karl Oppermann, Hans-Otto Schmidt, Friedrich Schötschel, Herbert Tucholski, Ulla Walter. Als Kunstbeauftragter fungiert der Ehemann der vormaligen Intendantin Reim, Rudolf Großkopff, der diese Funktion auch beim NDR ausübt. Ein Teil der Sammlung ist seit 2005 als von Großkopff kuratierte Wanderausstellung mit dem Titel Land, Stadt, Land – Blicke auf Brandenburg und Berlin an wechselnden Orten in Berlin und Brandenburg zu sehen. Über den gesamten Umfang und Wert der Kunstsammlung wurden bislang vom Rundfunk Berlin-Brandenburg keine Angaben gemacht. Die Zahl der Kunstwerke wurde jedoch vom Kunstbeauftragten widersprüchlich beziffert und reicht von „etwa 75 Bilder“ (Großkopff 2008) bis zu „350 bis 400 Bilder“ (Großkopff 2010).

## Kritik

### Interessenkonflikte
Im Jahr 2016 wurde ein laut Rundfunk Berlin-Brandenburg „schwerwiegender Vorfall“, ein Interessenkonflikt in den eigenen Reihen publik: Die Reporterin Viktoria Kleber hatte für eine Sendung des ARD-Morgenmagazins Mitarbeiter einer Berliner Werbeagentur interviewt, mit der sie selbst in enger geschäftlicher Verbindung gestanden hatte, diese Tatsache jedoch vorher nicht mitgeteilt. Nach einer eingegangenen Beschwerde zu diesem Fall erteilte der Deutsche Rat für Public Relations im September 2017 Kleber diesbezüglich eine Rüge.

### Höhe und Struktur der Vergütungen
Der Rechnungshof von Berlin hat in seinem Jahresbericht 2018 deutliche Kritik an der Höhe und Struktur der Vergütungen beim rbb geübt. So wird beanstandet, „dass der rbb zum Zeitpunkt der Prüfung kein einheitliches Tarifwerk hatte und seit seiner Errichtung die Arbeits- und Vergütungsbedingungen noch immer nicht vollständig vereinheitlicht hat, seine Beschäftigten im Vergleich zu denen im Geltungsbereich des TV-L deutlich besserstellt, Arbeitsgebiete nicht ordnungsgemäß bewertet, Zulagen sowie außertarifliche Leistungen gewährt, die hinsichtlich ihrer Notwendigkeit bzw. Höhe nicht begründet und dokumentiert sind, die Aufgaben einer Familienkasse nach wie vor selbst und teilweise unzureichend wahrnimmt“.

### Sittenwidrige Dienstverträge
Im September 2023 entschied das Arbeitsgericht Berlin im Fall der entlassenen Juristischen Direktorin des RBB, Susann Lange, dass ihr Dienstvertrag wegen der darin enthaltenen Ruhegeldregelung (Anspruch auf über 1,8 Millionen Euro bis zum Rentenantritt ohne Gegenleistung) sittenwidrig und daher nichtig sei. Auch wurde Lange dazu verurteilt, eine Zulage für den ARD-Vorsitz, die ihr schon vor dessen Beginn gewährt worden war, zuzüglich Zinsen zurückzuzahlen. Bereits Anfang September hatte das Gericht den Dienstvertrag des früheren RBB-Verwaltungsdirektors Hagen Brandstäter wegen einer ähnlichen Ruhegeldregelung ebenfalls für sittenwidrig und daher nichtig erklärt.

### Schlesinger-Affäre 2022
Am 15. August 2022 kam es zur Abberufung und am 22. August zur fristlosen Entlassung der bisherige Intendantin Patricia Schlesinger, nachdem Medienberichterstattung Vorwürfe öffentlich gemacht hatte, sie habe mehrfach Spesen zu Unrecht abgerechnet sowie Vergünstigungen angenommen. Kurz danach wurden weitere Vorwürfe gegen Schlesinger bekannt. So beispielsweise, dass Schlesinger zwischen 2016 und 2022 mehr als ein halbes Dutzend Privatreisen dienstlich abgerechnet hatte. Teils trug der RBB auch Kosten für begleitende Familienmitglieder. Wie bei den anderen öffentlich-rechtlichen Rundfunkanstalten war auch beim rbb die Höhe des Intendantengehalts Gegenstand regelmäßiger öffentlicher Kritik. Es lag bei Patricia Schlesinger bei 257.000 Euro jährlich (Stand: 2018), nach ehedem noch 240.000 Euro für deren Vorgängerin Reim, und wurde 2022 auf 303.000 Euro erhöht. Die Angemessenheit der betrieblichen Altersversorgung ist ebenfalls umstritten. Weiter hatten sich Aussagen von rbb-Vertretern, nach denen keine Boni vom rbb an dessen Führungskräfte gezahlt würden, nach Presserecherchen von 2022 als unrichtig erwiesen. Erfolgsabhängige Zahlungen in Höhe von 200.000 Euro pro Jahr waren insgesamt an Schlesinger und vier Direktoren geflossen, jedoch deklariert als „Zielprämie“ oder „flexible Gehaltanteile“. Am 20. August forderte der Redaktionsausschuss des RBB den Rücktritt der gesamten Geschäftsleitung. Die Intendanten der anderen ARD-Häuser hatten sich schon vorher von der Geschäftsleitung rund um den geschäftsführenden Intendanten Hagen Brandstäter distanziert, da sie das Vertrauen in der Aufarbeitung der Affäre verloren hatten.
Der RBB zahlte freien Mitarbeitern, hauptsächlich Kameraleuten, für die Jahre 2020 und 2021 über 450.000 Euro an Ausgleichszahlungen, da sie nicht wie vertraglich vereinbart eingesetzt wurden. Die betroffenen Kameraleute wurden 2021 rund 5300 Mal eingesetzt und damit rund 900 Mal weniger als im Vorjahr. Trotzdem gab der RBB wegen der Ausgleichszahlungen mehr Geld aus. Die entsprechende Regelung geht auf einen Tarifvertrag mit Gewerkschaften aus dem September 2017 zurück. 467 freien Mitarbeitern, darunter 75 Kameraleuten, wurde bis zur Rente eine festgeschriebene Anzahl von Aufträgen pro Jahr zugesichert, ansonsten würden Ausgleichszahlungen fällig. Offenbar hatte man die Befürchtung, dass freie Mitarbeiter ohne eine solche Regelung, wie etwa eine Filmeditorin 2013 vor dem Bundesarbeitsgericht, eine Festanstellung vor Gericht erstreiten. 2022 prüfte man, die betreffenden Kameraleute umzuschulen oder ihnen Abfindungen zu zahlen.
Ende 2005 wurde ein Bonussystem im RBB für Führungskräfte eingeführt. Außer der fünfköpfigen Senderspitze erhielten zuletzt weitere 24 Personen Boni. Anfang September 2022 beendete der Verwaltungsrat das Bonussystem für alle neuen Verträge. An alle Begünstigten wurden in allen Jahren seit 2005 ohne Ausnahme Boni bezahlt, aber nicht immer in der vollen Höhe. Ende Juli 2022 gab es beim RBB mindestens 40 Arbeitsverträge mit Vergütungen über Tarif. Beim Hessischen Rundfunk gab es vier außertarifliche Verträge und beim NDR 45 Personen mit außertariflichen Verträgen, wobei der NDR etwa doppelt so viele festangestellte Mitarbeiter hat. Ein Bonussystem wie im RBB haben die anderen ARD-Sender nicht.
Am 7. September 2022 wählte der Rundfunkrat des Rundfunk Berlin-Brandenburg Katrin Vernau als Nachfolgerin der zuvor entlassenen Patricia Schlesinger zur Interims-Intendantin für maximal ein Jahr. Vernau war dabei die einzige Kandidatin. Der Posten wurde, entgegen der Regularien des RBB-Staatsvertrages (§22 [1]), nicht öffentlich ausgeschrieben, und für diese Wahl durfte sich nicht beworben werden. Stattdessen hatte eine sogenannte Findungskommission unbekannter Zusammensetzung Vernau als einzige Kandidatin für die Interimsintendanz vorgestellt. Ohne Gegenkandidat erreichte sie die nötige Zweidrittelmehrheit erst im zweiten Wahlgang. Vernau stammt aus dem gemeinsamen Rundfunkverbund der ARD und war zuvor Verwaltungsdirektorin des WDR. Ein mit ihr vertraglich vereinbarter Mietkostenzuschuss von 1000 Euro monatlich angesichts der äußerst knappen Finanzen des Senders erregte Kritik. Darüber hinaus erhält sie vom RBB eine Bahncard 100 im Wert von 7010 Euro jährlich. Es wurde ferner ein Beratervertrag für den früheren Chefredakteur Christoph Singelnstein bekannt. Singelnstein ging Ende März 2021. Er bekam für die Zeit von April 2021 bis März 2023 einen Beratervertrag mit einem monatlichen Honorar von 6300 Euro. So erhält Singelnstein dank des Beratervertrags und seiner Ruhegeldzahlung 15.000 Euro monatlich vom RBB; dies entspricht in etwa der Summe, die er vorher als Chefredakteur erhielt.
Im Januar 2023 wurde bekannt, dass der RBB in dem Skandal als Berater 31 Anwälte beschäftigt habe und dafür schon Kosten von insgesamt 1,4 Millionen Euro angefallen seien. Am 12. Juli 2023 entschied der Sender, die externe Untersuchung durch die beauftragte Kanzlei nicht fortzusetzen.

### Landesrechnungshof Brandenburg zu Arbeit von Rundfunkrat und Verwaltungsrat 2017–2022
Der Landesrechnungshof Brandenburg veröffentlichte im November 2024 die Prüfung der Arbeit von Rundfunkrat und Verwaltungsrat von 2017 bis 2022. Dabei stellte der Rechnungshof erhebliche Mängel fest. Man kritisierte „ungeeignete Vorgaben“ im rbb-Staatsvertrag und fehlen von „geeigneten Regeln hinsichtlich Besetzung, Aufgaben, Rechten und Pflichten der Überwachungsgremien“. „Der Verwaltungsrat habe seine Kontrollfunktion hier nicht erkannt und nicht erfüllt“.

### Falsche Verdachtsberichterstattung über Stefan Gelbhaar
Der RBB zog im Januar 2025 eine Verdachtsberichterstattung über angebliche sexuelle Übergriffe des grünen Bundestagsabgeordneten Stefan Gelbhaar vollständig zurück, da die hinter einer eidesstattlichen Versicherung liegende Identität nicht ausreichend überprüft worden sei und somit journalistische Standards nicht eingehalten worden seien. Das Landgericht Hamburg wertete die vom RBB irreführend als eidesstattliche Versicherungen angeführten Aussagen als „völlig inhaltsleere Darlegungen“. Da die systematische Desinformation das Persönlichkeitsrecht des Abgeordneten verletze, wurde dem Sender das Verbreiten derselben in einer einstweiligen Verfügung untersagt. Chefredakteur David Biesinger entschuldigte sich für die Fehler. Es sei nicht legitim gewesen, eine nachgestellte Szene eines Gesprächs zu zeigen, das nicht persönlich stattgefunden habe. Gelbhaar, der im Anschluss seine Direktkandidatur für die Bundestagswahl 2025 verlor, gab an, seine politische Karriere sei durch die Berichterstattung zerstört worden, und forderte vom RBB 1,7 Millionen Euro Schadensersatz. Wegen der fehlerhaften Berichterstattung traten Chefredakteur David Biesinger sowie Programmdirektorin Katrin Günther Mitte März 2025 von ihren Ämtern zurück, verblieben jedoch im Sender. Den von der Wirtschaftsprüfungsgesellschaft Deloitte erstellten Kommissionsbericht bezeichnete Boris Rosenkranz auf Übermedien als „erschütterndes Protokoll journalistischen Versagens“. Anfang Juli 2025 wurde bekannt, dass der RBB im Rahmen einer außergerichtlichen Einigung eine Entschädigung, über deren Höhe Stillschweigen vereinbart wurde, an Gelbhaar zahlt. Die Zeitung Die Welt berichtete Mitte Juli 2025, dass der Sender 100.000 EUR und eine Versicherung des Senders 300.000 EUR an Gelbhaar bezahlt habe.